# ゼロカーボンシティ
ゼロカーボンシティ（英語: Zero-carbon city, 脱炭素都市）は、再生可能エネルギーによって稼働される都市であり、二酸化炭素排出量がなく、温室効果ガス排出において地球に害を及ぼすことはない都市である。
日本の環境省においては、2050年に二酸化炭素（温室効果ガス）排出量を実質ゼロにすることを目指す旨を首長が公表した地方自治体をゼロカーボンシティとしている。

## 概要
世界中のほとんどの都市は、石炭、石油、ガスを燃焼させ、意図せずに炭素を排出することで、エネルギーを生産している。人間が行うほとんどすべての活動は、これらの化石燃料を燃やすことを含んでいる。
ゼロカーボンシティになるためには、確立された近代都市は、温室効果ガスの排出を集合的にゼロに削減し、温室効果ガスを排出するすべての慣行を停止する必要がある。また、再生可能エネルギーは他の非再生可能エネルギーに取って代わる必要があるエネルギー源となり、唯一のエネルギー源となるため、ゼロカーボン都市は再生可能エネルギー経済都市である。
電力の脱炭素化（再生可能エネルギー源の重要性の高まり）とゼロ・エミッション輸送を含むこの移行は、気候変動への対応として行われている。ゼロカーボンシティは、環境への影響を排除しながら、最適な生活条件を維持する。多くの開発者は、確立された都市を使用する代わりに、ゼロカーボン都市をつくるためにゼロから始めている。
このようにして、都市のあらゆる側面が炭素を含まないことに貢献していることを確認できる。

## 自治体の取り組み
- 公共建築物等でのZEB実現(新築および改築)
- 住宅の省エネ化
- ゼロエミッション車の導入（東京都, 静岡県, 鹿児島県他)
- 再生可能エネルギーの普及
- 自治体新電力
- 地産地消
- 水素エネルギーの普及拡大 (徳島県, 岩手県, 郡山市, 豊田市他)
- 食品ロス削減
- 循環型社会
- 自律分散型エネルギーシステムの構築
- 土壌の炭素貯留
- バイオマス発電

### 15分シティ
コミュニティに不可欠な設備やサービスが、徒歩ないし自転車で15分の半径内に位置しているまちづくりのコンセプト。これは、都市計画に対する自動車対策、化石燃料対策のアプローチであり、地元の企業やコミュニティをサポートしながら、安全な徒歩や自転車のルートを提供するための対策が含まれている。

## メリット
ゼロカーボンシティ宣言のメリットは、2つあります。
１．国の支援が受けられる
２．地域経済の活性化や地域貢献につながる
ゼロカーボンのメリットは、地球温暖化の緩和、エネルギー安全保障の強化、経済成長の実現などが挙げられます。

## 課題
日本政府は2050年の温暖化ガス排出量を実質ゼロにすると宣言した。ゼロカーボンシティは、小泉進次郎環境相が全国の自治会に呼びかけて急増している。地球温暖化対策や地域経済活性化にもつなげられながら体制づくりが急がれている。一方で、脱炭素化を目指す自治体のうち、市区町村で太陽光や風力など再生可能エネルギーの導入目標をもつのは約３割にとどまっていることが課題である。その背景には、事業者と住民とのトラブルや資金調達、事業化に必要なノウハウや経験不足、さらに景観への影響が挙げられる。だが、ゼロカーボンシティの再生可能エネルギー拡大のために国の定めた価格で電気を買い取る（「固定価格買い取り制度」）が目立っているために地域活性化や地産地消への期待が薄れる。
また、気候変動の危機をめぐって、河川や農業用水を用いた小水力発電の導入や、長野県では「2050年までに全ての建物に太陽光パネルの設置を目標」としているところがある。エネルギーや食料などを地域内で供給できる施策を考える必要がある。

## ゼロカーボンシティ宣言 自治体 (日本)
- 東京都、山梨県、横浜市、京都市、大阪府、神奈川県を初めゼロカーボンシティを表明した自治体の数が2021年2月26日に289自治体となり、人口合計すると約1億138万人と1億人を超えた[6]。

### 都道府県
・北海道
・青森県
・岩手県
・宮城県
・山形県
・福島県
・栃木県
・群馬県
・千葉県
・東京都
・神奈川県
・新潟県
・富山県
・福井県
・山梨県
・長野県
・岐阜県
・静岡県
・三重県
・滋賀県
・京都府
・大阪府
・兵庫県
・鳥取県
・島根県
・岡山県
・徳島県
・香川県
・愛媛県
・高知県
・熊本県
・大分県
・鹿児島県

### 市町村 全国地方公共団体コード順 （　）
・札幌市（01100）
・釧路市（01206）
・稚内市（01214）
・石狩市（01235）
・ニセコ町（01395）
・古平町（01406）
・宮古市（03202）
・久慈市（03207）
・一関市（03209）
・二戸市（03213）
・八幡平市（03214）
・葛巻町（03302）
・普代村（03485）
・軽米町（03501）
・野田村（03503）
・九戸村（03506）
・洋野町（03507）
・一戸町（03524）
・気仙沼市（04205）
・富谷市（04423）
・美里町（04505）
・大館市（05204）
・大潟村（05368）
・山形市（06201）
・米沢市（06202）
・東根市（06211）
・南陽市（06213）
・朝日町（06323）
・高畠町（06381）
・川西町（06382）
・飯豊町（06403）
・庄内町（06428）
・福島市（07201）
・郡山市（07203）
・広野町（07541）
・大熊町（07545）
・浪江町（07547）
・水戸市（08201）
・土浦市（08203）
・古河市（08204）
・下妻市（08210）
・結城市（08207）
・常総市（08211）
・高萩市（08214）
・北茨城市（08215）
・取手市（08217）
・牛久市（08219）
・鹿嶋市（08222）
・潮来市（08223）
・守谷市（08224）
・常陸大宮市（08225）
・那珂市（08226）
・筑西市（08227）
・坂東市（08228）
・桜川市（08231）
・つくばみらい市（08235）
・小美玉市（08236）
・茨城町（08302）
・城里町（08310）
・東海村（08341）
・五霞町（08542）
・境町（08546）
・鹿沼市（09205）
・大田原市（09210）
・那須塩原市（09213）
・那須烏山市（09215）
・那須町（09407）
・那珂川町（09411）
・太田市（10205）
・館林市（10207）
・藤岡市（10209）
・上野村（10366）
・神流町（10367）
・嬬恋村（10425）
・みなかみ町（10449）
・大泉町（10524）
・さいたま市（111000）
・秩父市（11207）
・所沢市（11208）
・飯能市（11209）
・狭山市（11215）
・深谷市（11218）
・入間市（11225）
・日高市（11427）
・小川町（11343）
・千葉市（12100）
・銚子市（12202）
・船橋市（12204）
・木更津市（12206）
・成田市（12211）
・八千代市（12221）
・山武市（12237）
・野田市（12208）
・我孫子市（12222）
・浦安市（12227）
・四街道市（12228）
・世田谷区（13112）
・豊島区（13116）
・葛飾区（13122）
・武蔵野市（13203）
・調布市（13208）
・多摩市（13224）
・横浜市（14100）
・川崎市（14130）
・相模原市（14150）
・横須賀市（14201）
・鎌倉市（14204）
・藤沢市（14205）
・小田原市（14206）
・三浦市（14210）
・秦野市（14211）
・厚木市（14212）
・開成町（14366）
・新潟市（15100）
・柏崎市（15205）
・十日町市（15210）
・妙高市（15217）
・佐渡市（15224）
・粟島浦村（15586）
・富山市（16201）
・魚津市（16204）
・南砺市（16210）
・立山町（16323）
・金沢市（17201）
・加賀市（17206）
・坂井市（18210）
・甲府市（19201）
・富士吉田市（19202）
・都留市（19204）
・山梨市（19205）
・大月市（19206）
・韮崎市（19207）
・南アルプス市（19208）
・北杜市（19209）
・甲斐市（19210）
・笛吹市（19211）
・上野原市（19212）
・甲州市（19213）
・中央市（19214）
・市川三郷町（19346）
・早川町（19364）
・身延町（19365）
・南部町（19366）
・富士川町（19368）
・昭和町（19384）
・道志村（19422）
・西桂町（19423）
・忍野村（19424）
・山中湖村（19425）
・鳴沢村（19429）
・富士河口湖町（19430）
・小菅村（19442）
・丹波山村（19443）
・松本市（20202）
・上田市（20203）
・小諸市（20208）
・佐久市（20217）
・東御市（20219）
・軽井沢町（20321）
・立科町（20324）
・南箕輪村（20385）
・高森町（20403）
・池田町（20481）
・白馬村（20485）
・小谷村（20486）
・大垣市（21202）
・郡上市（21219）
・静岡市（22100）
・浜松市（22130）
・富士宮市（22207）
・御殿場市（22215）
・牧之原市（22226）
・藤枝市（22214）
・御前崎市（22223）
・岡崎市（23202）
・半田市（23205）
・豊田市（23211）
・蒲郡市（23214）
・犬山市（23215）
・大府市（23223）
・田原市（23231）
・みよし市（23236）
・武豊町（23447）
・志摩市（24215）
・南伊勢町（24472）
・湖南市（25211）
・京都市（26100）
・福知山市（26201）
・亀岡市（26206）
・京田辺市（26211）
・京丹後市（26212）
・大山崎町（26303）
・与謝野町（26465）
・宮津市（26205）
・大阪市（27100）
・豊中市（27203）
・吹田市（27205）
・泉大津市（27206）
・枚方市（27210）
・高石市（27225）
・東大阪市（27227）
・阪南市（27232）
・能勢町（27322）
・神戸市（28100）
・姫路市（28201）
・明石市（28203）
・西宮市（28204）
・豊岡市（28209）
・加西市（28220）
・天理市（29204）
・生駒市（29209）
・三郷町（29343）
・那智勝浦町（30421）
・鳥取市（31201）
・米子市（31202）
・境港市（31204）
・北栄町（31372）
・南部町（31389）
・松江市（32201）
・邑南町（32449）
・岡山市（33100）
・津山市（33203）
・玉野市（33204）
・総社市（33208）
・高梁市（33209）
・備前市（33211）
・瀬戸内市（33212）
・赤磐市（33213）
・真庭市（33214）
・和気町（33346）
・早島町（33423）
・久米南町（33663）
・美咲町（33666）
・吉備中央町（33681）
・広島市（34100）
・尾道市（34205）
・高松市（37201）
・丸亀市（38202）
・善通寺市（37204）
・東かがわ市（37207）
・松山市（38201）
・北九州市（40100）
・福岡市（40130）
・久留米市（40203）
・大野城市（40219）
・鞍手町（40402）
・大木町（40522）
・佐賀市（41201）
・武雄市（41206）
・平戸市（42207）
・五島市（42211）
・熊本市（43100）
・菊池市（43210）
・宇土市（43211）
・宇城市（43213）
・阿蘇市（43214）
・合志市（43216）
・美里町（43348）
・玉東町（43364）
・大津町（43403）
・菊陽町（43404）
・高森町（43428）
・西原村（43432）
・南阿蘇村（43433）
・御船町（43441）
・嘉島町（43442）
・益城町（43443）
・甲佐町（43444）
・山都町（43447）
・串間市（45207）
・鹿児島市（46201）
・知名町（46534）
・久米島町（47316）

## 都市間連携
- C40都市気候リーダーシップグループ - 東京都,横浜市
- 世界気候エネルギー首長誓約  - 岡崎市、みよし市、豊橋市他
- 気候非常事態ネットワーク -
- アンダー2コアリション（英語版）(2℃未満の連合) - カリフォルニア州, 岐阜県
- 脱石炭国際連盟 - 京都市
- イクレイ
- ゼロカーボン市区町村協議会 (会長、横浜市）

## 関連文献
- 塙和也・岩井淳哉, ed. 50年ゼロ宣言　自治体急増. 日本経済新聞　2021年4月2日　1頁
- 溝呂木拓也, ed. コロナ流行下でも緩めず　環境省・小泉進次郎氏-展望コロナ時代. 日本経済新聞　2020年12月30日　1頁
- 北村順司・棗田将吾, ed. 脱炭素へ名乗り続々　中四国の自治体や大学など-ウェーブ中四国. 日本経済新聞　2021年2月9日